# Elspeth Ballantyne
Elspeth Ballantyne (ur. 20 kwietnia 1939 w Adelaide) – australijska aktorka filmowa, teatralna i telewizyjna.

## Wybrana Filmografia
- 1961: Consider Your Verdict jako Cynthia Martin
- 1978: Błękitna Płetwa jako Mrs. Pascow
- 1979: Więźniarki jako Meg Morris
- 1988: Captain Johnoo jako Pani Greenwood
- 2000: Selkie jako Loopy Laura
- 2010: Red Hill jako Stara Kobieta

## Życie Prywatne
W 1968 poślubiła Dennisa Millera. Ma z nim dwójkę dzieci, rozwiodła się z nim w 1977. Jest siostrą producentki Jane Ballantyne.